# Hypsiboas rufitelus
Hypsiboas rufitelus és una espècie de granota que viu a Costa Rica, Nicaragua, Panamà i, possiblement també, a Veneçuela.
Està amenaçada d'extinció per la pèrdua del seu hàbitat natural.